# Eduard von Schlichting
Eduard Karl Lorenz von Schlichting (* 25. Februar 1794 in Berlin; † 9. Dezember 1874 ebenda) war ein preußischer General der Infanterie.

## Leben

### Herkunft
Er war der Sohn des preußischen Kapitäns Christoph Friedrich von Schlichting (1745–1799) und dessen Ehefrau Charlotte Sophie Christine, geborene von Kowalski (* 1764). Sie war die Tochter des späteren preußischen Generalleutnants Georg Lorenz von Kowalski (1717–1796).

### Militärkarriere
Schlichting wurde vor dem Beginn des Vierten Koalitionskrieges als Gefreiterkorporal im Infanterieregiment „von Larisch“ der Preußischen Armee angestellt. An den Kampfhandlungen beteiligte er sich nicht, wurde aber nach der Niederlage Preußens und dem Frieden von Tilsit 1807 inaktiv. Erst vor dem Beginn der Befreiungskriege wurde Schlichting am 12. März 1813 als Sekondeleutnant im III. Reserve-Bataillon des 1. Westpreußischen Infanterie-Regiments reaktiviert. Am 21. Juni 1813 wurde er in das 2. Westpreußische Infanterie-Regiment versetzt und nahm während des Feldzuges 1813/15 an den Belagerungen von Glogau und Erfurt sowie den Schlachten bei Dresden und Kulm teil. Für seine Leistungen während der Völkerschlacht bei Leipzig wurde Schlichting das Eiserne Kreuz II. Klasse sowie der Russische Orden der Heiligen Anna III. Klasse verliehen. Er kämpfte dann bei Laon, Paris und erlitt in der Schlacht bei Ligny durch einen Schuss in den linken Oberschenkel eine Verwundung.
Als Premierleutnant kommandierte man Schlichting ab 1. Oktober 1817 zur weiteren Ausbildung an die Allgemeine Kriegsschule. Nach deren Beendigung war er vom 18. April 1820 bis zum 23. Februar 1822 zum Kadettenkorps kommandiert und fungierte anschließend als Führer der beiden jungen Prinzen von Solms-Braunfels, Neffen des preußischen Königs Friedrich Wilhelm III. Unter Belassung in dieser Stellung wurde Schlichting am 8. Oktober 1823 dem 2. Garde-Regiment zu Fuß aggregiert, am 18. Januar 1825 zum Kapitän befördert und schließlich 1827 zum Gouverneur der Prinzen ernannt. Nachdem man ihn von seinem Kommando entbunden hatte, wurde Schlichting am 30. Oktober 1833 als Chef der 2. Kompanie in das 14. Infanterie-Regiment nach Stargard versetzt. Daran schloss sich vom 13. März 1837 bis zum 2. November 1842 eine Verwendung als Major und Kommandeur des I. Bataillons im 7. Landwehr-Regiment in Schweidnitz an. Aus diesem Bataillon wurde anschließend das III. Bataillons im 10. Landwehr-Regiment gebildet, als dessen Kommandeur Schlichting weiterhin tätig war. Am 5. Februar 1843 kam er erneut in das 7. Infanterie-Regiment. Als Oberstleutnant war Schlichting ab 18. Mai 1848 Kommandeur des Garde-Reserve-Infanterie-Regiments, wurde in dieser Stellung am 19. November 1849 Oberst und war vom 1. Juni bis 2. Oktober 1850 Kommandeur der preußischen Truppen in und um Frankfurt am Main. Anschließend erhielt Schlichting das Kommando über das Kaiser Franz Garde-Grenadier-Regiment, bevor er am 4. Mai 1852 die 2. Garde-Infanterie-Brigade übernahm. In dieser Stellung wurde er am 21. Dezember 1852 mit dem Kommandeurkreuz des ö.-k. Leopold-Ordens ausgezeichnet sowie am 22. März 1853 zum Generalmajor befördert. Als solcher war Schlichting vom 25. April 1854 bis zum 22. Juli 1857 Kommandant von Berlin, wurde anschließend zum Kommandeur der 11. Division ernannt und am 15. Oktober 1857 zum Generalleutnant befördert. Während der Abwesenheit des Generals der Infanterie Lindheim war Schlichting vom 9. Mai bis 30. Juni 1860 in Vertretung mit der Führung des VI. Armee-Korps beauftragt.
Am 1. Juli 1860 wurde Schlichting schließlich zum Direktor der Kriegsakademie in Berlin ernannt. In Würdigung seiner Verdienste erhielt er den Roten Adlerorden I. Klasse mit Eichenlaub und Schwertern am Ringe sowie die Großkreuze des Albrechts-Ordens, des Guelphen-Ordens und des Dannebrogordens. Anlässlich der Feierlichkeiten der 50-jährigen Wiederkehr der Befreiungskriege war Schlichting Mitglied des Organisationskomitees und wurde im selben Jahr auch zur Besichtigung der Kontingente der Bundestruppen von Holstein, Lauenburg, beider Mecklenburg, Oldenburg, Hamburg, Lübeck und Bremen kommandiert.
Unter Verleihung des Charakters als General der Infanterie wurde Schlichting am 20. Juni 1864 zur Disposition gestellt. Er war Rechtsritter des Johanniterordens. Nach seinem Tod wurde Schlichting am 12. Dezember 1874 auf dem Invalidenfriedhof beigesetzt.

### Familie
Er hatte sich am 13. März 1827 in Berlin mit Emilie Friederike Sophie Elisabeth von Warburg (1803–1887) verheiratet. Aus der Ehe gingen folgende Kinder hervor:
- Alexandrine (1827–1898), Ehrenstiftsdame im Kloster Schönfließ
- Sigismund (1829–1909), preußischer General der Infanterie und Militärhistoriker ⚭ Maria Gräfin von Zieten (1838–1923), Enkelin von Generalfeldmarschall Hans Ernst Karl von Zieten
- Ulrich (1832–1867), preußischer Hauptmann im Garde-Füsilier-Regiment